# Parafia Narodzenia Najświętszej Maryi Panny i św. Michała Archanioła w Kurowie
Parafia Narodzenia Najświętszej Maryi Panny i św. Michała Archanioła w Kurowie – parafia rzymskokatolicka w Kurowie, należąca do Dekanatu Garbów archidiecezji lubelskiej.
Fundatorem kościoła był Piotr Kurowski. Świątynię erygowano w 1450 roku, są jednak informacje o wcześniejszej historii kościoła. W końcu XII wieku istniał na tym miejscu drewniany kościół pw. św. Idziego. W XVI wieku przy kościele istniał szpital. W 1533 roku kościół został przekształcony w kalwiński zbór na okres prawie jednego stulecia. W 1690 kościół konsekrował biskup Stanisław Szembek.
Od XVII wieku istnieją przy kościele bractwa różańcowe. W XVIII wieku powstała przy kościele szkoła, dzięki funduszom Potockich. Pod koniec XIX wieku szpital zmieniono na dom starców. Po II wojnie światowej na terenie parafii siostry benedyktynki misjonarki założyły swój domek zakonny.
Kościół parafialny renesansowy, składa się z nawy głównej i 2 naw bocznych. Ołtarz barokowy i siedem ołtarzy bocznych. Dzwonnica murowana z XVIII wieku. Plebania klasycystyczna z 1778–1782.
W parafii posługę duszpasterską sprawowali m.in. ks. Grzegorz Piramowicz oraz ks. Wincenty a Paulo Pieńkowski (późniejszy biskup lubelski).

## Zasięg parafii
Do parafii należą wierni z następujących miejscowości: Brzozowa Gać, Kurów, Łąkoć, Mała Kłoda, Olesin, Płonki, Wólka Nowodworska, Wygoda.